# الموارنة في إسرائيل

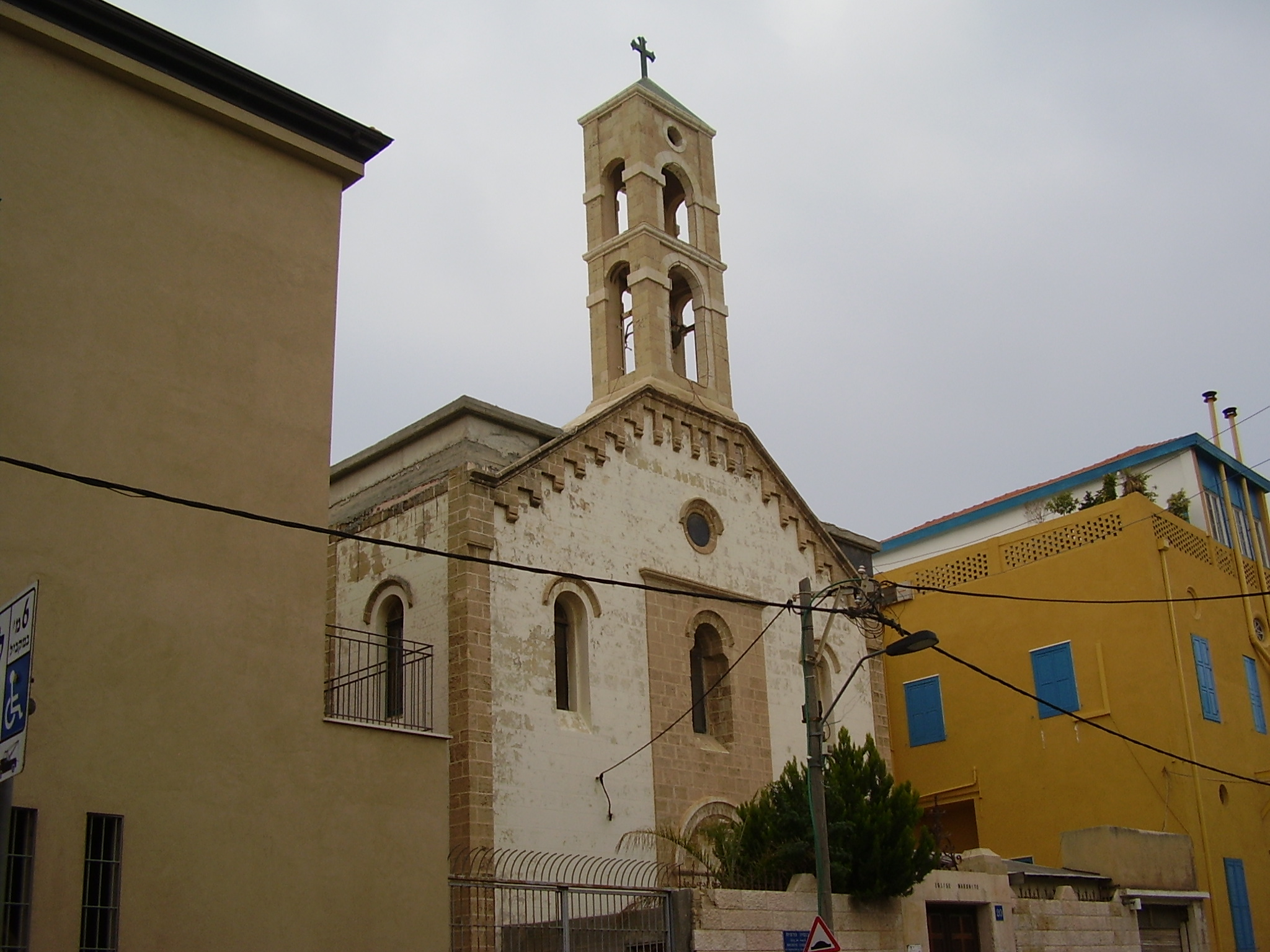
كنيسة القديس أنطونيوس المارونية في يافا.

الموارنة في إسرائيل هم جزء من الكنيسة المارونية الكاثوليكية، وهي تاريخيًا طائفة مرتبطة في لبنان. وهي تستمد اسمها من القديس مار مارون مؤسس الكنيسة المارونية، معظم أفرادها يعيشون حاليا في لبنان بينما يقدر أعداد الطائفة المارونية في إسرائيل حوالي 6,700 شخص حيث يعيش معظمهم في الجليل، على مقربة من الحدود اللبنانية. ويتواجد معظم الموارنة في مدينة حيفا تليها كل من الجش، والناصرة، وعسفيا، وعكا، والمكر ويافا.
الموارنة في إسرائيل تشمل الموارنة المحليين الذين يعيشون في منطقة الجليل وكذلك أسر أعضاء ميليشيا جيش لبنان الجنوبي السابق الذين فروا من جنوب لبنان في أبريل ومايو 2000 ويعيش أبناء هذه الأسر في منطقة كريات شمونة، كرمئيل ونهاريا. تتميز بلدة الجش في منطقة الجليل بأنّ الأغلبية السكانية فيها هي من الموارنة، ففي عام 2011 كان حوالي 55% من سكان البلدة من أتباع الكنيسة المارونية ، في مقابلهم 10% مسيحيون ملكييون و 35% من المسلمين السنيّين.
تحاول شرائح من الطائفة المارونية في إسرائيل إحياء اللغة السريانية القديمة، والتي كانت لغة مشتركة للمنطقة تاريخيًا بعد انتشار المسيحية في بلاد الشام واستماتت لغةً مشتركةً داخل الطائفة المارونية حتى القرن السادس عشر وهي تعتبر وريثةً للغة الاّرمية التي هيمنت بلاد الشام منذ بدء القرن الخامس قبل الميلاد بعد صعود الإمبراطورية الآشورية الحديثة. كجزء من هذه الجهود شرعت بلدة الجش الجليليّة، وهي بلدة ذات أغلبية مارونية، في عام 2014 بتدريس اللغة الآرامية الحديثة في مدرسة الجش الابتدائية الحكومية، بعد موافقة وزارة التربية والتعليم إسرائيلية، ولكن سرعان ما توقفت المدرسة عن تدريس هذه اللغة.